# Achaearanea hermosillo
Achaearanea hermosillo är en spindelart som beskrevs av Claude Lévi 1959. Achaearanea hermosillo ingår i släktet Achaearanea och familjen klotspindlar. Inga underarter finns listade i Catalogue of Life.